# Кленике
Кленике је насеље у Србији у општини Бујановац у Пчињском округу. Према попису из 2022. било је 150 становника.
Указом Краља од 29. децембра 1923. године насеље је добило статус варошице под тадашњим именом Кленик.
Овде се налази Основна школа „Бора Станковић” Кленике.

## Демографија
У насељу Кленике живи 194 пунолетна становника, а просечна старост становништва износи 35,0 година (35,7 код мушкараца и 34,4 код жена). У насељу има 71 домаћинство, а просечан број чланова по домаћинству је 3,77.
Ово насеље је у потпуности насељено Србима (према попису из 2002. године).
|  |

| Демографија | Демографија | Демографија |
| Година      | Становника  | Становника  |
| ----------- | ----------- | ----------- |
| 1948.       | 164         |             |
| 1953.       | 251         |             |
| 1961.       | 247         |             |
| 1971.       | 223         |             |
| 1981.       | 213         |             |
| 1991.       | 209         | 209         |
| 2002.       | 268         | 268         |
| 2022.       | 150         |             |

| Етнички састав према попису из 2002.‍ | Етнички састав према попису из 2002.‍ | Етнички састав према попису из 2002.‍ | Етнички састав према попису из 2002.‍ | Етнички састав према попису из 2002.‍ |
| ------------------------------------ | ------------------------------------ | ------------------------------------ | ------------------------------------ | ------------------------------------ |
|                                      |                                      |                                      |                                      |                                      |
| Срби                                 | Срби                                 |                                      | 268                                  | 100,0%                               |

| Година пописа     | 1948. | 1953. | 1961. | 1971. | 1981. | 1991. | 2002. |
| ----------------- | ----- | ----- | ----- | ----- | ----- | ----- | ----- |
| Број домаћинстава | 28    | 49    | 56    | 56    | 57    | 58    | 71    |

| Број чланова      | 1 | 2  | 3  | 4  | 5  | 6 | 7 | 8 | 9 | 10 и више | Просек |
| ----------------- | - | -- | -- | -- | -- | - | - | - | - | --------- | ------ |
| Број домаћинстава | 3 | 16 | 10 | 23 | 10 | 4 | 4 | 0 | 1 | 0         | 3,77   |

| Пол    | Укупно | Неожењен/Неудата | Ожењен/Удата | Удовац/Удовица | Разведен/Разведена | Непознато |
| ------ | ------ | ---------------- | ------------ | -------------- | ------------------ | --------- |
| Мушки  | 103    | 30               | 69           | 3              | 1                  | 0         |
| Женски | 106    | 25               | 73           | 7              | 1                  | 0         |
| УКУПНО | 209    | 55               | 142          | 10             | 2                  | 0         |

| Пол    | Укупно                    | Пољопривреда, лов и шумарство | Рибарство                            | Вађење руде и камена | Прерађивачка индустрија       |
| ------ | ------------------------- | ----------------------------- | ------------------------------------ | -------------------- | ----------------------------- |
| Мушки  | 43                        | 2                             | 0                                    | 0                    | 14                            |
| Женски | 31                        | 0                             | 0                                    | 0                    | 13                            |
| УКУПНО | 74                        | 2                             | 0                                    | 0                    | 27                            |
| Пол    | Производња и снабдевање   | Грађевинарство                | Трговина                             | Хотели и ресторани   | Саобраћај, складиштење и везе |
| Мушки  | 0                         | 2                             | 5                                    | 1                    | 2                             |
| Женски | 0                         | 0                             | 4                                    | 0                    | 0                             |
| УКУПНО | 0                         | 2                             | 9                                    | 1                    | 2                             |
| Пол    | Финансијско посредовање   | Некретнине                    | Државна управа и одбрана             | Образовање           | Здравствени и социјални рад   |
| Мушки  | 0                         | 0                             | 3                                    | 1                    | 2                             |
| Женски | 0                         | 0                             | 0                                    | 2                    | 4                             |
| УКУПНО | 0                         | 0                             | 3                                    | 3                    | 6                             |
| Пол    | Остале услужне активности | Приватна домаћинства          | Екстериторијалне организације и тела | Непознато            | Непознато                     |
| Мушки  | 1                         | 0                             | 0                                    | 10                   | 10                            |
| Женски | 0                         | 0                             | 0                                    | 8                    | 8                             |
| УКУПНО | 1                         | 0                             | 0                                    | 18                   | 18                            |

## Кленике
По рукописима Томислава Петрушевића „Трагови прошлости” је мала насеобина смештена уз сливу река Спанчевачка, Бараљевачка и Дрежњaчка. Окружују га насеља: Куштица, Спанчевац, Старац, Бараљевац, Брњаре и Петка. Од времена је било место окупљања становника великог Кленичког краја и шире по разним основама. Кленике повезују путни правци: Ристовац-Кленике-Прохор Пчињски-Куманово, Кленике-Спанчевац-Прешево и Кленике-Трговиште.

## Становништво
У Кленике живе Срби. У времену Османлијског царства и касније живели су и Роми који имају и своја гробља на месту званом „Зелене ливаде”. Ово насеље је одувек било предмет насељавања оних који су се бавили трговином, занатством, пољопривредом, идр. Некада су кроз Кленике пролазили каравани из правца Ристовца за Скопље и Солун, у намери да отуда донесу разну робу а нарочито: сол, шећер, боју, свилу, гас-петролеј, идр.

## Време турског ропства
Кленике је у то време вило као Турска „Касаба”. Турци су поседовали „магазе” за убирање „данка” и „ханове”. Хан је био једна врста објекта који је служио за преноћиште путника и каравана. Ту су одседали и „Хаџије”. Османлијска власт (државна, школска, војна, верска, идр.) била је вршена и на овим просторима.
У народу овог краја остала су сећања да је турски кадија имао право да осуди некога ко је кривио због непоштовања власти. Српски народ је морао да похађа турску школу и учи језик, у противном морао је да плати. Берлинским конгресом Кленике са околином је припало Врањском округу пошто је изузето од Велике европске Турске и припало "Малој Србији". Турци су бранили да жене посећују гробова покојника у суботу. Зато су оне морале да овај обичај спроводе у петак јер их Турци тада нису дирали пошто се петак рачунао као "турски светац". Подручје Куштице, Спанчевца,Кленика,Петке идр. места су били чифлуци. Познати су Мехмед Али Заин, Кадри Заин и Курдали Хамида Заимовић који су држали та господарска имања. О томе говоре и судски процеси пред Шеријатским судовима у Прешеву и Скопљу.

## Време Другог светског рата
У време другог светског рата бугарски окупатори су Кленике користили као центар у вршењу окупационе власти. У основној школи једно време била је стационирана бугарска „Војно полицијска чета” која је вршила терор и егзекуцију над становништвом (бугарски говор, забрана српског писма, говор на српском, исписивање текста на споменицима умрлих, ткр. забрањено је све што је било „српско”). Платежно средство је био бугарски лев уместо српског динара. Бугарски солдати су током 1994. године из Кленике убили: Величковић Аритона, Стошић Анту, Зећировић Алију, Зећировић Јемшу и Јањић Зафира Спиру. Егзекуцију су извршили у селу Дрежњица код сеоске чесме.

## Време после Другог светског рата
После ослобођења земље и Кленике је почело да се опоравља од пустоши коју је оставио окупатор. Током 1948. године уз помоћ државе изграђен је задружни дом који ће надање служити за спортске идр. активности. Формиран је месни народни одбор где су грађани остваривали своја права и то су прве клице народне власти. Отворена је станица народне милиције и матична служба. Међу првим матичарима био је Михајловић Тројан. Постојала је и пошта, међу првим управником био је Јовић Жика из села Трејак. У међувремену је отворена амбуланта и ветеринарска станица. Нешто касније формирана је земљорадничка задруга „Полет”, која се бавила трговином. Имала је своје продавнице у Спанченву, Бараљевцу, Кленикама, Брњару, Клиновцу и Кршевици. Као платежно средство грађани су добијали једну врсту вредносног папира „Тачкице” које су коришћење за куповину робе. Отворена је и осмогодишња школа, а међу првим директорима био је Стошић Ратко. Негде до 1955. године ђаци су после завршеног осмог разреда полагали завршни испит „Нижи течени испит” и добијали сведочанство. У знак захвалности погинулим у рату мештани Кленике су подигли споменик који се налази код дома културе.

## Занимљивости
Кленике је за становнике овог подручја важило за једну „малу” варошицу. Сваког петка се одржава пијац (продају се намирнице и друга роба за потребе грађана коју сељаци излажу), у једном делу постоји сточна пијаца. Пијачни дан је посебно коришћен за упознавање младих, посебно будућих супружника. У том послу је посредовао „Наодаџија” а од познатих био је извесни Спаса из села Јастребац. Ту су долазили младићи и девојке који су имали намеру за женидбу односно да се удају. Тај први сусрет огледао се и у првом виђењу да би се добила одлука да се један другоме „допадају”. Наравно то је чињено у присуству родитеља. Надаље момак и девојка дају пристанак да се један другоме свиђају а потом се између једне и друге породице чине договори (веридба, свадба, весеља и све друго).

## Кленике са околином данас
Подручје Кленике или како се у последње време помиње Прохорово обухвата 20 села. Ради се о великом пространству веома важно из безбедносних разлога јер се граничи са Северном Македонијом. Последњих деценија овај крај доживео је катастрофално исељавање, углавном мушке популације а потом и целих породица. Главни узроци напуштања својих огњишта, сиромаштво, незапосленост, потреба за школовањем идр. Села према Северној Македонији су остала потпуно без житеља: Јабланица, Воганце, Старац,Сејаце, Буштрење и Русце. Исту судбину доживљавају и насеља: Бараљевац,Претина, Спанчевац, Узово, Севрат, Лукарце, Куштице и Трејак. Кленике је у прошлости важило за варошицу. Пијачан дан је по броју присутних посетилаца личило на вашар. Сада су на све то остало само сећања. Пијаца се и даље одвија на улици. Људи излажу и нуде своје производе купцима.